# 橫帶直口非鯽
橫帶直口非鯽，為輻鰭魚綱鱸形目隆頭魚亞目慈鯛科的其中一種，被IUCN列為瀕危保育類動物，分布於非洲坦尚尼亞西部Malagarasi流域，體長可達7.8公分，棲息植物茂盛、礫石底質、水淺的溪流，以植物為食，生活習性不明。

## 擴展閱讀
維基物種上的相關：橫帶直口非鯽